# Poa perligulata
Poa perligulata är en gräsart som beskrevs av Pilg.. Poa perligulata ingår i släktet gröen, och familjen gräs. Inga underarter finns listade i Catalogue of Life.